# ばんばんざい
ばんばんざいは、ぎしとみゆから成る日本の2人組男女YouTuber、音楽ユニット。2019年にるなを含めた3人組として結成し、2025年からは2人で活動している。LuaaZ所属。
公式スタイルブックの出版、公式ファンクラブ及びイベントの運営、切り抜き動画の運用でKADOKAWA、音楽関係でBANDAI SPIRITSが全面協力している。

## 略歴
- 2019年3月15日：グループ結成。YouTubeに初投稿[動画 1]。
- 2019年8月6日：チャンネル登録者数が10万人を突破。
- 2019年8月21日：同日公開の動画で初となる急上昇ランキング1位を獲得[動画 2]。
- 2021年7月23日：1stシングル「ラテ」をデジタルリリースし、アーティストデビュー[MV 1]。
- 2021年8月23日：チャンネル登録者数が100万人を突破[動画 3]。
- 2021年12月15日：スタイルブック『ばんばんざい STYLEBOOK  僕たち、私たちを好きになるまで3秒』をKADOKAWAより出版[1]。
- 2022年3月20日：チャンネル登録者数が200万人を突破[動画 4]。
- 2024年8月10日：るながYouTuberグループ「ESPOIR TRIBE」のはんくんとの結婚を発表[2]。
- 2024年10月29日：ぎしがファッションモデルの桜井美悠との結婚を発表[3][4]。
- 2024年12月18日：るなが第1子妊娠と12月31日をもってのグループ卒業を発表[5]。
- 2024年12月31日：同日公開の動画をもってるながグループを卒業[動画 5]。

## メンバー

### 現メンバー
ぎし
本名は山岸 稜大（やまぎし りょうた）。
1998年10月22日生まれ。北海道標津郡中標津町出身。身長170cm。血液型はB型。
リーダー。メンバーカラーは黄色。
最終学歴は北星学園大学中退。
中標津町ふるさと応援大使。インフルエンサーサッカーチーム「WINNER'S」1期生メンバー。
歌唱力が高く、2022年にABEMAの音楽バラエティ番組『フリースタイルティーチャー - 11th season』にて4戦中3勝1敗で準優勝を収めた。
2022年より自身のアパレルブランド「GISHER（ギッシャー）」をプロデュース。
2024年にファッションモデルの桜井美悠と結婚。一児の父。
    みゆ
本名は田村 美優（たむら みゆう）。
1999年3月30日生まれ。北海道札幌市出身。身長155cm。血液型はO型。
メンバーカラーは紫色。
最終学歴はエステティックビューティー札幌（現：北海道美容専門学校ビューティーエステ科）卒業。
2025年より自身のスキンケアブランド「OLaPA（オラパ）」をプロデュース。

### 元メンバー
るな
本名は森元 流那（もりもと るな）。
2002年2月11日生まれ。大阪府東大阪市出身。身長159cm。血液型はB型。
メンバーカラーはピンク。2024年をもってグループを卒業。
最終学歴は公立中学校卒業。
2018年にABEMAの恋愛リアリティ番組『今日、好きになりました。第10弾』に出演。出演後は吉田顕栄郎と「るなぴろカップル」として活動するも破局。同番組で結成した女性アイドルグループ「みぎてやじるし ひだりてはーと」としても活動。
2023年より自身のランジェリーブランド「Lulumerry（ルルメリー）」をプロデュース。
2024年にYouTuberグループ「ESPOIR TRIBE」のはんくんと結婚。一児の母。

### 裏方メンバー
- しょうご - マネージャー。動画に出演することがあり、顔、声ともに公開されている。
- りっくん - 顔を隠して動画に出演することがある。目がタレ目でパンダに似ていることから、動画に出演する際はパンダの被りものをする[動画 13]。
- ちーちゃん - 顔を隠して動画に出演することがある。
- つーちゃん - 顔出しや声出しはしていない。

## 音楽作品

### 配信限定シングル
| # | 配信日         | タイトル           | 作詞・作曲                                                               | 規格                   | レーベル            | リンク          | 備考                        |
| - | -------------- | ------------------ | ------------------------------------------------------------------------ | ---------------------- | ------------------- | --------------- | --------------------------- |
| 1 | 2021年7月23日  | ラテ               | 作詞：RUCCA 作曲：松室政哉                                               | デジタル・ダウンロード | Smile Entertainment | [ MV 1 ] [ 12 ] |                             |
| 2 | 2022年9月20日  | 宵花火             | 作詞・作曲：優里                                                         | デジタル・ダウンロード | Smile Entertainment | [ MV 2 ]        | 楽曲提供                    |
| 3 | 2023年3月15日  | トライアングル     | 作詞：長屋晴子（緑黄色社会） 作曲：peppe（緑黄色社会）                   | デジタル・ダウンロード | Smile Entertainment | [ MV 3 ] [ 13 ] | 楽曲提供                    |
| 4 | 2023年10月22日 | きのこたけのこ論争 | 作詞・作曲：優里・BAK                                                    | デジタル・ダウンロード | Smile Entertainment | [ MV 4 ]        | 楽曲提供                    |
| 5 | 2023年12月21日 | あいのうた         | 作詞・作曲：優里・BAK                                                    | デジタル・ダウンロード | Smile Entertainment | [ MV 5 ]        | 楽曲提供                    |
| 6 | 2024年9月8日   | くわずぎらい       | 作詞：ナオト・インティライミ、Nanako Ashida 作曲：ナオト・インティライミ | デジタル・ダウンロード | ばんばんざい        |                 | 楽曲提供 ３人での最後の楽曲 |
| 7 | 2025年2月5日   | 人生オーバー       | 作詞・作曲：harha                                                        | デジタル・ダウンロード | SDR Inc.            |                 |                             |

### 参加楽曲
| # | 配信日         | タイトル                                   | アーティスト           | 作詞・作曲                                                            | 規格                   | レーベル        | リンク   | 備考 |
| - | -------------- | ------------------------------------------ | ---------------------- | --------------------------------------------------------------------- | ---------------------- | --------------- | -------- | ---- |
| 1 | 2022年12月21日 | ありったけのLove Song (feat. ばんばんざい) | ナオト・インティライミ | 作詞：ナオト・インティライミ・常田真太郎 作曲：ナオト・インティライミ | デジタル・ダウンロード | UNIVERSAL SIGMA | [ MV 6 ] |      |

### ソロ楽曲
| #               | 配信日        | タイトル                        | 作詞・作曲                    | 規格                   | レーベル         | リンク          | 備考 |
| --------------- | ------------- | ------------------------------- | ----------------------------- | ---------------------- | ---------------- | --------------- | ---- |
| ぎし 1st Single | 2023年4月12日 | なんですか (feat. ウンパルンパ) | 作詞：ぎし 作曲：ぎし・Yackle | デジタル・ダウンロード | 00motion Records | [ MV 7 ] [ 14 ] |      |

## 出演

### ウェブ番組
- GENERATIONS高校TV（ABEMA、2022年1月22日）
- フリースタイルティーチャー - 11th season（ABEMA、2022年7月20日 - 8月31日） - ぎしのみ出演[15]
- 第6回ももいろ歌合戦（ABEMA、2022年12月31日）[16][17]
- インフルエンサー歌バトル！ 〜勝てばテレ東音楽祭〜（テレビ東京[注 4]、2023年6月21日） - ぎし・みゆのみ出演[18]

### ミュージックビデオ
- きゃない 「花火」 （2023年1月1日） - るなのみ出演[MV 8]
- 優里ちゃんねる編集スタッフ「アイカギ」（2023年2月28日） - みゆのみ出演[MV 9]
- JOE「終わりがあるなら始めたくないよ」（2023年3月1日） - るなのみ出演[MV 10]
- ESPOIR TRIBE 「いつかまた…」（2023年3月9日）[MV 11]
- 神が残した夢を喰う。「500W」（2025年4月20日） - みゆのみ出演[MV 12]

### CM
- メンズクリア ウェブCM（2022年）[動画 14]
- 三井住友銀行 ウェブCM（2022年）[動画 15][動画 16]

### イベント

#### 2021年
- TGC teen 2021 Summer（7月27日）[19]
- TGC teen 2021 Winter（11月20日）[20]

#### 2022年
- 超超十代 -ULTRA TEENS FES- 2022@TOKYO（3月31日）[21]
- KANSAI COLLECTION 2022 AUTUMN ＆ WINTER（8月4日）[22]
- TGC 2022 AUTUMN/WINTER（9月3日）[23]
- ReelZ JAPAN ALL STAR 2022（12月10日）[24]

#### 2023年
- ばんばん会〜4周年大感謝祭!!〜（3月21日）[25]
- UNAFES2023（4月30日）[26]
- SAPPORO COLLECTION 2023 SPRING/SUMMER（5月7日） - みゆのみ出演[27]
- Creator Dream Fes 〜produced by Com.〜（7月27日）[28]
- KANSAI COLLECTION 2023 AUTUMN&WINTER（8月6日）[29]
- 大洗海上花火大会（9月30日）[30]
- TGC北九州2023（10月7日）[31]
- SAPPORO COLLECTION 2023 AUTUMN/WINTER（11月4日） - ぎし・みゆのみ出演[注 5][33]
- YouTube Fanfest Japan 2023（12月13日）[34]

#### 2024年
- TGC静岡 2024 for SDGs （1月13日）[35]
- SAPPORO COLLECTION 2024 SPRING/SUMMER（3月16日）[36]
- KANSAI COLLECTION 2024 SPRING&SUMMER（3月20日）[37]
- Creator Dream Fes 2024 〜produced by Com.〜（8月10日）[38]

## 書籍

### 写真集
- 森元流那写真集 Mine #るなになる（KADOKAWA、2022年4月20日、ISBN 978-4046057075） - るなのみ[39]
- 出発地点 みゆ。1stフォトブック（講談社、2025年4月2日、ISBN 978-4065382646） - みゆのみ[40]

### スタイルブック
- ばんばんざい STYLEBOOK  僕たち、私たちを好きになるまで3秒（KADOKAWA、2021年12月15日、ISBN 978-4048971546）[1]

### 雑誌
- my HERO vol.03（my HERO、2022年5月12日、ISBN 978-4909852267）
- LARME 054 Autumn 2022（LARME、2022年9月16日） - みゆ・るなのみ掲載